# تيري (مونتانا)
تيري (بالإنجليزية: Terry, Montana)‏ هي بلدة تقع في مقاطعة برايري، مونتانا بولاية مونتانا في الولايات المتحدة. تبلغ مساحتها 1.84 (كم²)، وترتفع عن سطح البحر 686 م، بلغ عدد سكانها 605 نسمة في عام 2010 حسب إحصاء مكتب تعداد الولايات المتحدة وتصل الكثافة السكانية فيها 329 نسمة/كم2.

## التركيبة السكانية
قام مكتب تعداد الولايات المتحدة بتحديد بيانات التركيبة السكانية لتيري في تعداد الولايات المتحدة. في ما يلي، التركيبة السكانية حسب تعدادي 2000 و2010.

### تعداد عام 2000
بلغ عدد سكان تيري 611 نسمة بحسب تعداد عام 2000، وبلغ عدد الأسر 294 أسرة وعدد العائلات 171 عائلة مقيمة في البلدة. في حين سجلت الكثافة السكانية 866.2 نسمة لكل ميل مربع (334.4/كم2). وبلغ عدد الوحدات السكنية 387 وحدة بمتوسط كثافة قدره 548.7 نسمة لكل ميل مربع (211.9/كم2).
وتوزع التركيب العرقي للبلدة بنسبة 97.55% من البيض و 0.33% من الأمريكيين الأصليين و 0.33% من الأمريكيين ذوي الأصول الآسيوية و 1.64% من عرقين مختلطين أو أكثر.
بلغ عدد الأسر 294 أسرة كانت نسبة 18.7% منها لديها أطفال تحت سن الثامنة عشر تعيش معهم، وبلغت نسبة الأزواج القاطنين مع بعضهم البعض 53.1% من أصل المجموع الكلي للأسر، ونسبة 3.7% من الأسر كان لديها معيلات من الإناث دون وجود شريك، وكانت نسبة 41.5% من غير العائلات. تألفت نسبة 39.1% من أصل جميع الأسر من أفراد ونسبة 23.5% كانوا يعيش معهم شخص وحيد يبلغ من العمر 65 عاماً فما فوق. وبلغ متوسط حجم الأسرة المعيشية 2.62، أما متوسط حجم العائلات فبلغ 2.00.
بلغ العمر الوسطي للسكان 53 عاماً. وكانت نسبة 17.2% من القاطنين تحت سن الثامنة عشر، وكانت نسبة 3.6% بين الثامنة عشر والأربعة وعشرون عاماً، ونسبة 15.1% كانت واقعةً في الفئة العمرية ما بين الخامسة والعشرون حتى والأربعة وأربعون عاماً، ونسبة 32.9% كانت ما بين الخامسة والأربعون حتى الرابعة والستون، ونسبة 31.3% كانت ضمن فئة الخامسة والستون عاماً فما فوق. يوجد لكل 100 أنثى 96.5 ذكر، ويوجد لكل 100 أنثى في الثامنة عشر من عمرها فما فوق 93.9 ذكر.
بلغ متوسط دخل الأسرة في البلدة 25,294 دولار، أما متوسط دخل العائلة فبلغ 34,531 دولار. وكان متوسط دخل الذكور 25,938 دولار مقابل 21,538 دولار للإناث. وسجل دخل الفرد الخاص بالبلدة 15,093 دولار. وكانت نسبة 3.5% من العائلات ونسبة 8.4% من السكان تحت خط الفقر، وكان من هؤلاء نسبة 4.9% تحت سن الثامنة عشر ونسبة 15.9% في الخامسة والستين من العمر وما فوق.

## معرض صور

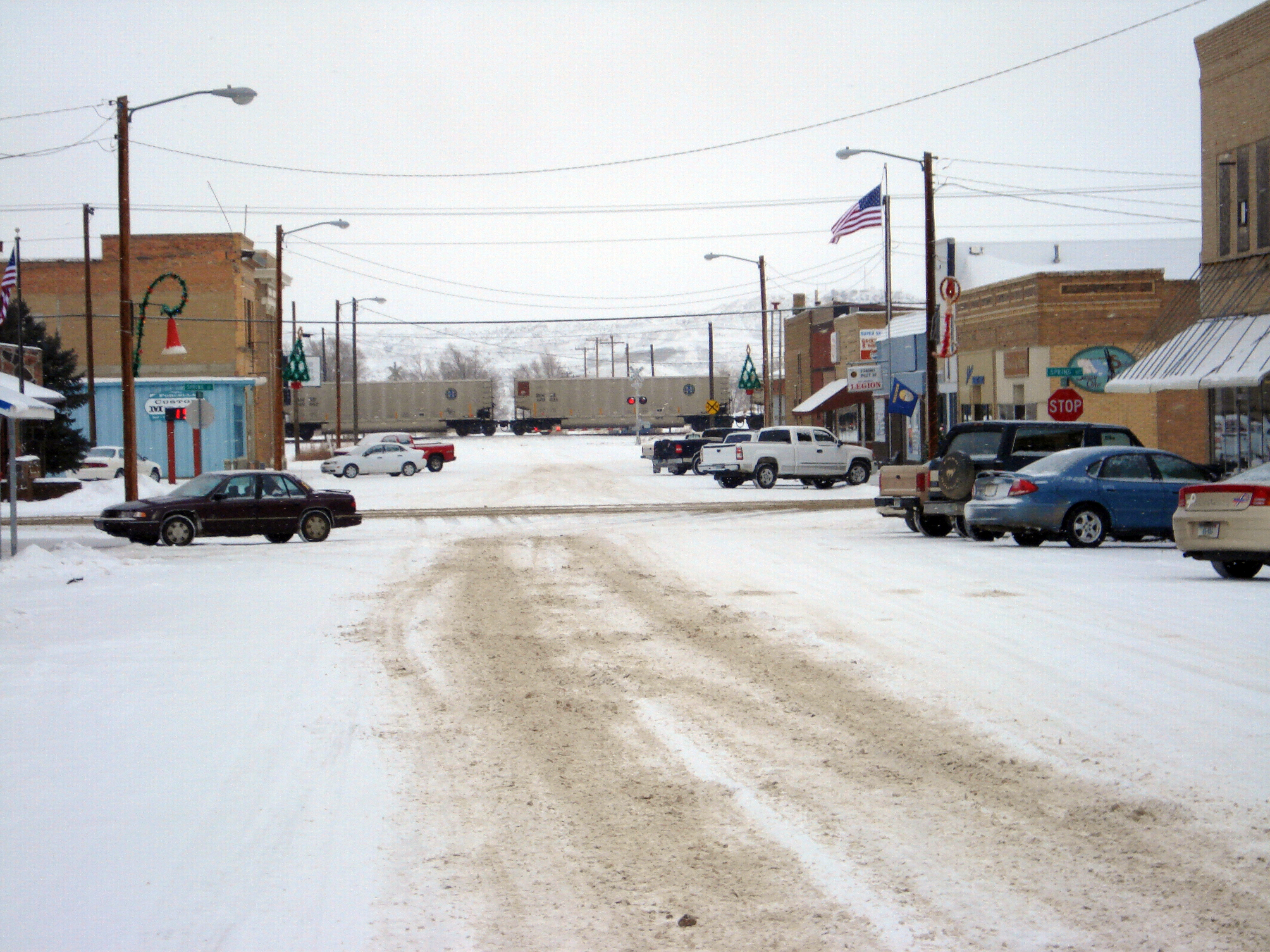
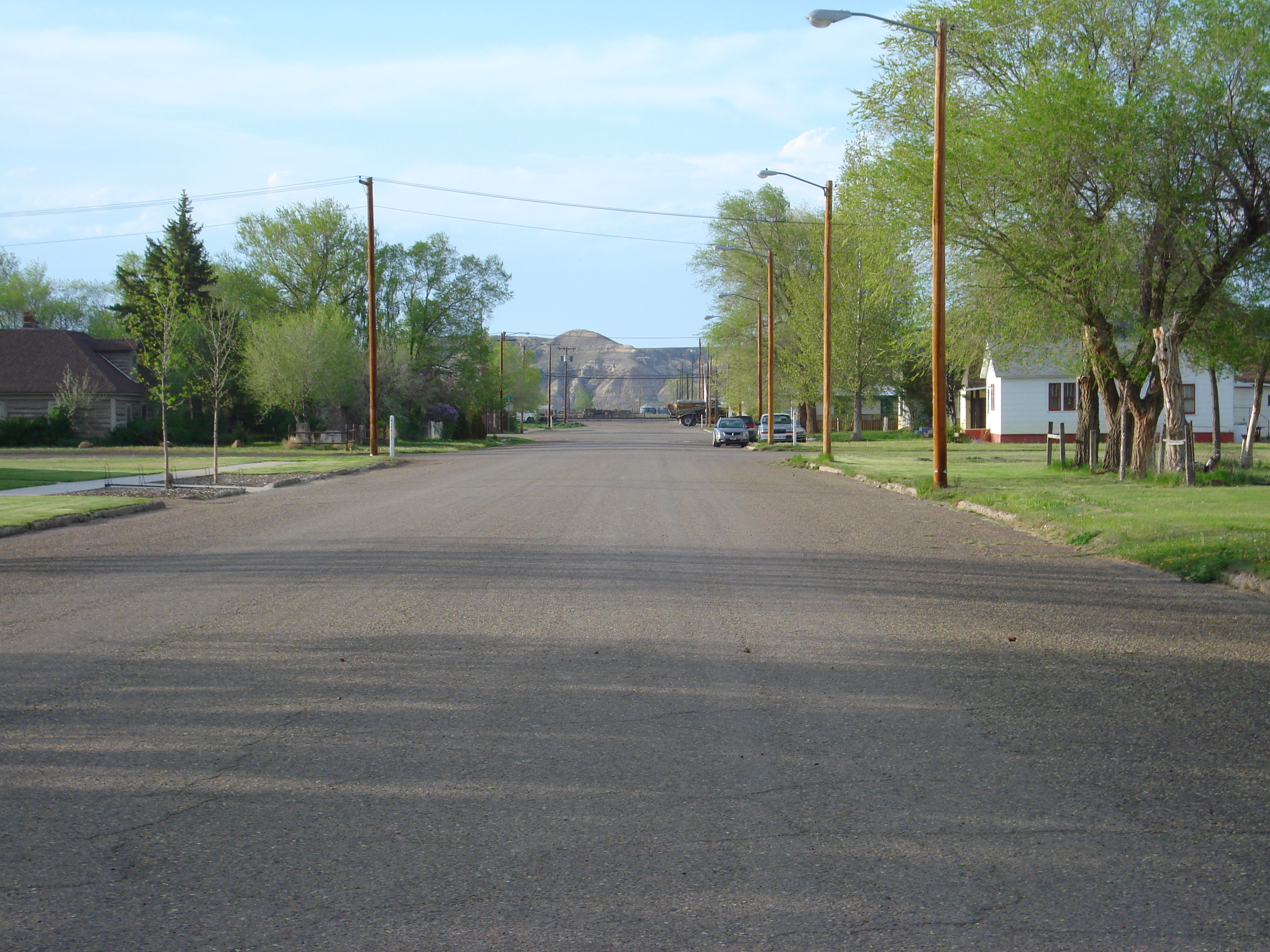
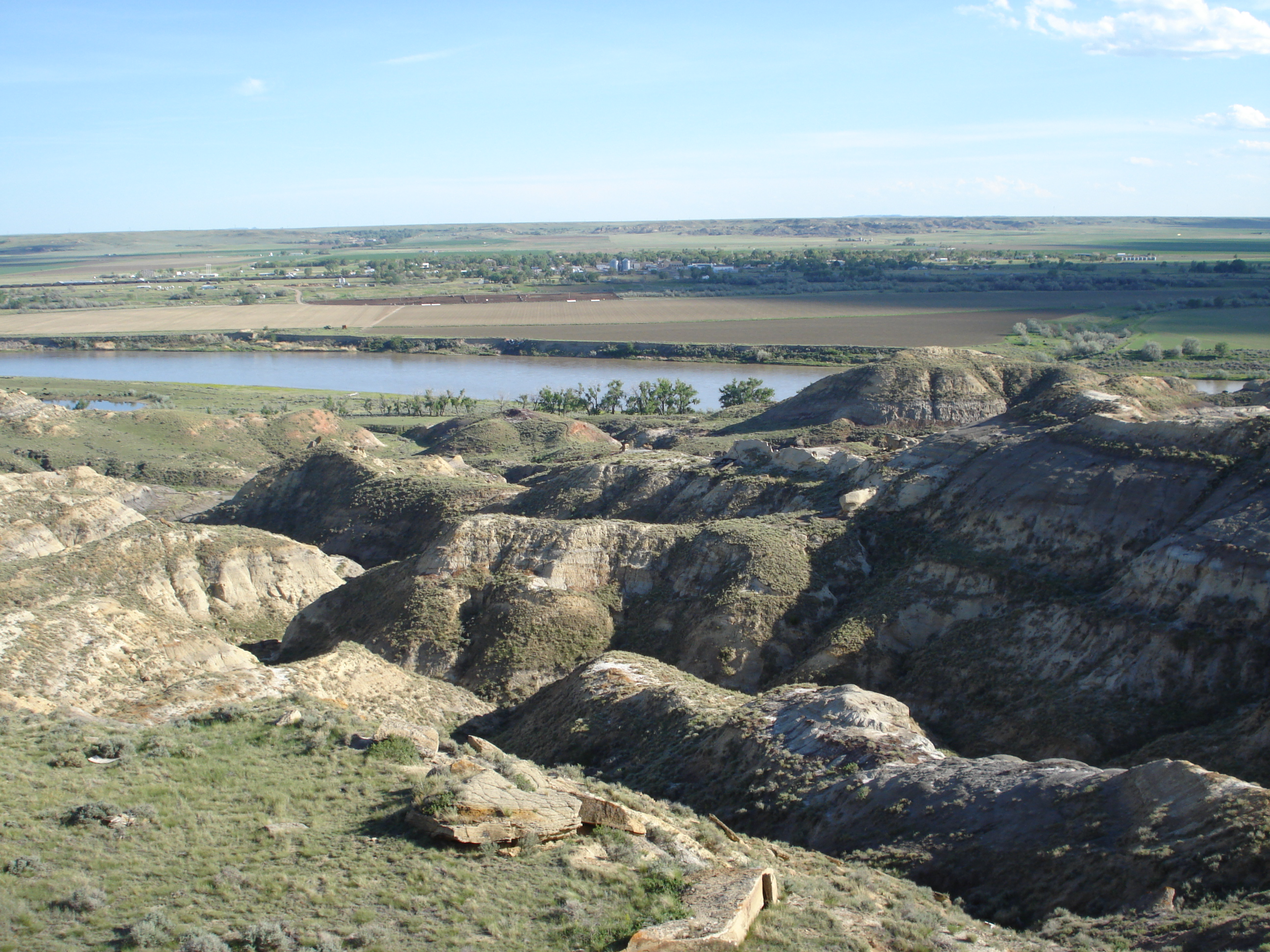
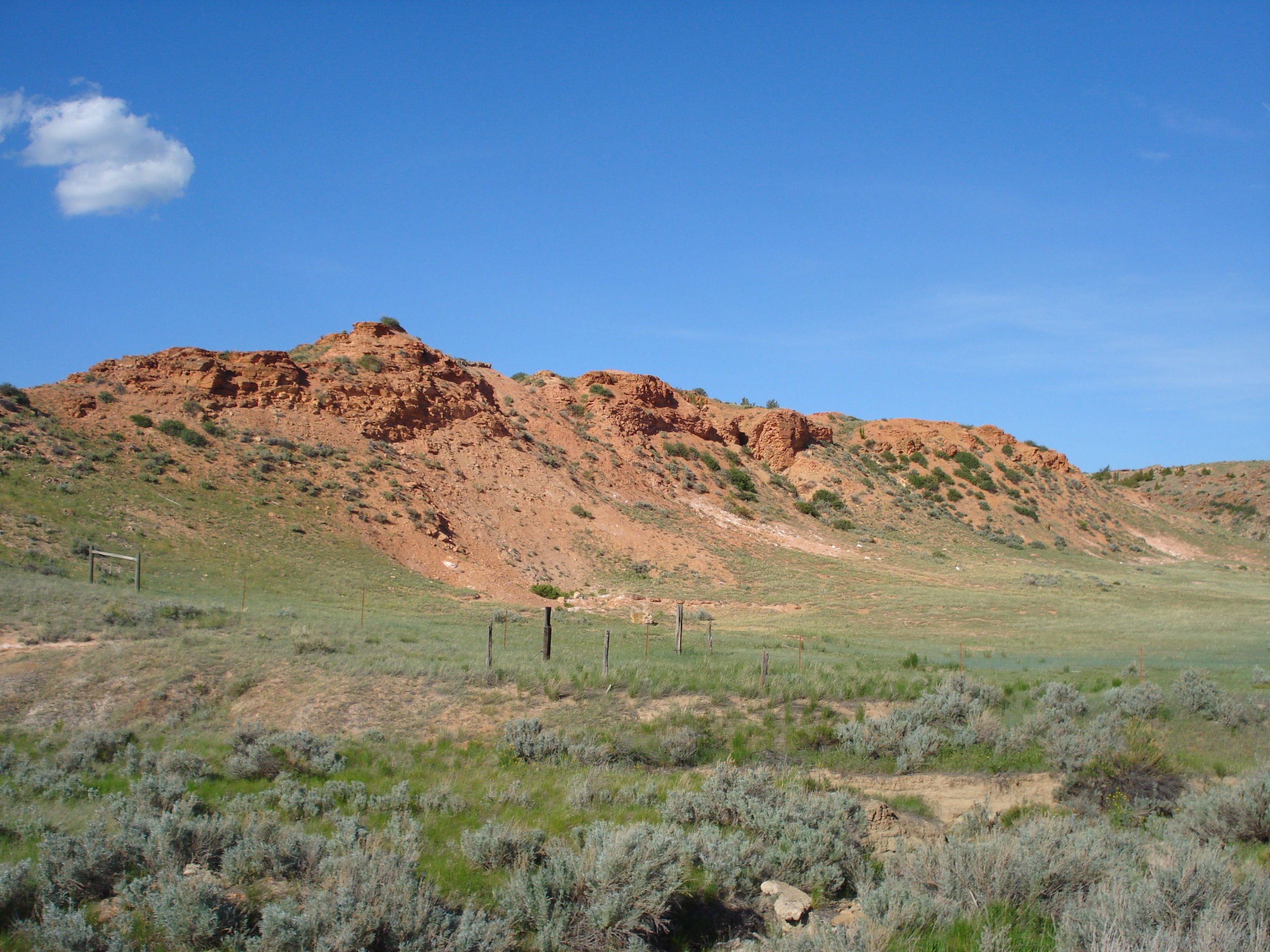

### تعداد عام 2010
بلغ عدد سكان تيري 605 نسمة بحسب تعداد عام 2010، وبلغ عدد الأسر 292 أسرة وعدد العائلات 168 عائلة مقيمة في البلدة. في حين سجلت الكثافة السكانية 852.1 نسمة لكل ميل مربع (329.0/كم2). وبلغ عدد الوحدات السكنية 357 وحدة بمتوسط كثافة قدره 502.8 لكل ميل مربع (194.1/كم2).
وتوزع التركيب العرقي للبلدة بنسبة 96.5% من البيض و 0.2% من الأمريكيين الأصليين و 0.7% من الأمريكيين ذوي الأصول الآسيوية و 2.6% من عرقين مختلطين أو أكثر.
بلغ عدد الأسر 292 أسرة كانت نسبة 17.1% منها لديها أطفال تحت سن الثامنة عشر تعيش معهم، وبلغت نسبة الأزواج القاطنين مع بعضهم البعض 50.3% من أصل المجموع الكلي للأسر، ونسبة 5.8% من الأسر كان لديها معيلات من الإناث دون وجود شريك، بينما كانت نسبة 1.4% من الأسر لديها معيلون من الذكور دون وجود شريكة وكانت نسبة 42.5% من غير العائلات. تألفت نسبة 38.4% من أصل جميع الأسر من أفراد ونسبة 22.2% كانوا يعيش معهم شخص وحيد يبلغ من العمر 65 عاماً فما فوق. وبلغ متوسط حجم الأسرة المعيشية 2.62، أما متوسط حجم العائلات فبلغ 2.00.
بلغ العمر الوسطي للسكان 57 عاماً. وكانت نسبة 17.7% من القاطنين تحت سن الثامنة عشر، وكانت نسبة 3.1% بين الثامنة عشر والأربعة وعشرون عاماً، ونسبة 15.6% كانت واقعةً في الفئة العمرية ما بين الخامسة والعشرون حتى والأربعة وأربعون عاماً، ونسبة 31.3% كانت ما بين الخامسة والأربعون حتى الرابعة والستون، ونسبة 32.4% كانت ضمن فئة الخامسة والستون عاماً فما فوق. وتوزع التركيب الجنسي للسكان بنسبة 48.3% ذكور و51.7% إناث.

## وصلات خارجية
- The US50 - Cities and Towns in Montana State
- Montana Cities and Towns, Facts, Map, Flag, Colleges, Government, and More